# Santoš Gujrathí Vidit
Santoš Gujrathí Vidit (anglicky Vidit Santosh Gujrathi, narozen 24. října 1994) je indický šachový velmistr. Titul velmistra získal v lednu 2013 jako 30. hráč Indie, kterému se to podařilo. Je také čtvrtým indickým hráčem, který překonal hranici ratingu Elo 2700 bodů. V roce 2023 vybrál turnaj FIDE Grand Swiss, konaný na ostrově Man, čímž získal postup do Turnaje kandidátů 2024.

## Život
Santoš Gujrathí Vidit se narodil v Násiku, jaho rodiče jsou Santoš Gujrathí a Nikita Santoš Gujrathí. Do školy začal chodit na Fravashi Academy a od raného věku studoval šach. V roce 2006 skončil na mistrovství Asie mládeže v kategorii U12 druhý, a získal tak titul mistr FIDE.
Jako čtrnáctiletý Vidit dosáhl titulu mezinárodního mistra. První normu uhrál v roce 2008 ziskem 7 bodů ze 13 na turnaji Velammal 45. National A Chess Championship v Čennaí. Ve stejném roce vyhrál mistrovství světa v šachu mládeže v otevřené sekci U14, a to jako první Ind. Získal 9 bodů z 11 možných, čímž získal druhou normu a stal se mezinárodním mistrem.
VIdit skončil druhý v kategorii U16 na Mistrovství světa mládeže v šachu v roce 2009, když získal 9 bodů stejně jako vítěz S. P. Sethuraman, rovněž z Indie. Na mistrovství světa juniorů v šachu v Čennaí v roce 2011, kde mohli hrát šachisté do 20 let, skončil Vidit s 8 body z 11, čímž získal svou první velmistrovskou normu.
V Nágpuru na turnaji Nagpur International Open v roce 2011 skončil Vidit s 8 body z 11, jeden bod za konečným vítězem Ziaurem Rahmanem. Získal tím druhou velmistrovskou normu. Poslední normy dosáhl ve věku 18 let v osmém kole šachového turnaje Rose Valley Kolkata Open Grandmasters v roce 2012, kde skončil třetí.
V roce 2013 získal Vidit bronzovou medaili na mistrovství světa mládeže v šachu v Turecku v kategorii (U20). Ve stejném roce skončil třetí v šachovém turnaji Hyderabad International Grandmasters.
Vidit také hrál v řadě dalších turnajů, včetně Commonwealth Championship v roce 2008. V průběhu let trénovali Vidita IM Anup Deshmukh, IM Roktim Bandopadhyay a GM Alon Greenfeld z Izraele. Velmistr Abhijit Kunte, který Vidita dříve také trénoval, v roce 2013 řekl, že Vidit by mohl dosáhnout ratingu 2700 za dva až tři roky. Kunte také chválil Viditův poziční cit a přirovnal ho k indickému šachistovi Pentalovi Harikrišnovi.
22. – 26. listopadu 2019 Vidit hrál Tata Steel Rapid a Blitz na divokou kartu. Skončil na děleném osmém místě s dalším indickým držitelem divoké karty Pentalou Harikrišnou. Hrál také v turnaji Skilling Open, prvním v řadě utkání 2020–2021 online Champions Chess Tour.
Vidit byl kapitánem indického týmu, který vyhrál historickou zlatou medaili na FIDE online šachové olympiádě 2020.
V roce 2022 se Vidit účastnil FIDE Grand Prix 2022. V první etapě se dělil o druhé místo s Daniilem Dubovem s 3/6 v skupině C. Ve druhé etapě skončil v skupině C druhý s výsledkem 3/6 a obsadil 12. místo v průběžném pořadí se sedmi body.
V roce 2023 vyhrál turnaj FIDE Grand Swiss, čímž postoupil do Turnaje kandidátů 2024.